# ATP Сингапур Оупън
ATP Сингапур Оупън (на английски: ATP Singapore Open) е професионален турнир по тенис за мъже от ATP тур 250, който се провежда в Сингапур.

## История
Турнирът се провежда за първи път през октомври 1989 г., играе se от 1989 до 1992 г. и от 1996 до 1999 г. Той е известен като Epson Singapore Super Tennis до 1992 г. и Heineken Open от 1996 до 1999 г. Първоначално се играе на открити твърди кортове в тенис център „Каланг“. Последните четири издания са на закрито, на закрития стадион в Сингапур.

## Финали
| Година    | Шампион                 | Финалист                | Резултат                |
| --------- | ----------------------- | ----------------------- | ----------------------- |
| 2021      | Алексей Попирин         | Александър Бублик       | 4 – 6, 6 – 0, 6 – 2     |
| 2000–2020 | Турнирът не се провежда | Турнирът не се провежда | Турнирът не се провежда |
| 1999      | Марсело Риос            | Микаел Тилстрьом        | 6 – 2, 7 – 6            |
| 1998      | Марсело Риос            | Марк Удфорд             | 6 – 4, 6 – 2            |
| 1997      | Магнус Густафсон        | Николас Кифер           | 4 – 6, 6 – 3, 6 – 3     |
| 1996      | Джонатан Старк          | Майкъл Ченг             | 6 – 4, 6 – 4            |
| 1993–1995 | Турнирът не се провежда | Турнирът не се провежда | Турнирът не се провежда |
| 1992      | Саймън Юл               | Паул Хархюис            | 6 – 4, 6 – 1            |
| 1991      | Ян Симеринк             | Гилад Блум              | 6 – 4, 6 – 3            |
| 1990      | Кели Джоунс             | Ричард Фромберг         | 6 – 4, 2 – 6, 7 – 6     |
| 1989      | Кели Джоунс             | Амос Мансдорф           | 6 – 1, 7 – 5            |